# Düben (nissaga)
La nissaga Düben és una família d'artistes i músics que va tenir una gran influència en la música i l'escena cultural sueca durant els segles XVII i XVIII. La família Düben va ser coneguda per la seva habilitat per a la composició i la interpretació de música sacra i va ser una de les forces més importants en la música sueca del seu temps. La seva obra continua sent estudiada i valorada avui dia.
Família Düben
- Andreas Düben (pare), (Lützen, Saxònia, 1558 - Leipzig, 1625.
- Andreas Düben (fill), (Wurzen o Leipzig, 1579 - Estocolm, 7 de juliol de 1662
- Gustav Düben (Estocolm, (Suècia), 1624/26 - idem. 19 de desembre de 1690), era fill d'Andreas (fill).
- Gustav Düben (fill), (Estocolm, 9 de maig de 1659 - idem, 5 de desembre de 1726), era fill de Gustav
- Andreas Düben (III), (Estocolm, 28 d'agost de 1673 - idem. 23 d'agost e 1738), era fill de Gustav Düben